# Tomislav Pucar
Tomislav Pucar (* 26. Januar 1996 in Pula) ist ein kroatischer Tischtennisspieler.
Ab der Saison 2018/19 spielte er in der deutschen Tischtennis-Bundesliga für den TTC RhönSprudel Fulda-Maberzell. Er ist Rechtshänder und verwendet die europäische Shakehand-Schlägerhaltung. 2019 gewann er Bronze bei den Europaspielen.

## Werdegang
Erste internationale Auftritte hatte Pucar in den Jahren 2010 bis 2014, in welchen er an Schüler-/Jugendeuropameisterschaften teilnahm. Ein nennenswerter Erfolg war hier der Gewinn der Silbermedaille im Doppel bei der Jugend-EM 2013.
Zudem nahm der Kroate an den Olympischen Jugendspielen 2014 teil und konnte dort im Einzel das Achtelfinale erreichen und mit dem Team immerhin Platz 5 verbuchen. Ab 2014 nahm er auch zunehmend häufiger an Erwachsenen-Turnieren teil, so unter anderem bei der Europameisterschaft 2014, wo die kroatische Auswahl Bronze holte.
Pucar spielte bei fünf weiteren Welt- und Jugendweltmeisterschaften mit, kam dort aber nie in die Nähe von Medaillenrängen. Eine besondere Überraschung wäre auch bei der Weltmeisterschaft 2019 hervorzuheben, als er Dimitrij Ovtcharov in der Runde der letzten 32 schlug.

## Titel und Erfolge im Überblick

### Einzel
- Bronze bei den Europaspielen 2015
- Gewinner der U21-Europameisterschaft 2017
- Silber bei der Jugend-Europameisterschaft 2013

### Doppel
- Silber bei der U21-Europameisterschaft 2017

### Mixed
- Viertelfinale bei der Jugend-Weltmeisterschaft 2014
- Gewinner der Jugend-Europameisterschaft 2014

### Mannschaft
- Bronze bei der Europameisterschaft 2014